# 1198 Атлантида
1198 Атлантида (1198 Atlantis) — астероїд головного поясу, відкритий 7 вересня 1931 року.
Тіссеранів параметр щодо Юпітера — 3,549.